# كاجا
كاجا هي مغنية وكاتبة غنائية صربية، ولدت في 8 يونيو 1968 في Karaburma ‏ في صربيا.